# Cultural y Deportiva Leonesa "B" Júpiter Leonés
La Cultural y Deportiva Leonesa "B" Júpiter Leonés es un equipo de fútbol español que juega en la Tercera División RFEF y es filial de la Cultural y Deportiva Leonesa.

## Historia[1][2]

### Origen del Júpiter Leonés
La Cultural y Deportiva Leonesa B nació del equipo denominado Júpiter Leonés, fundado en 1929. En su origen vestía con camiseta roja o granate (dependiendo de las temporadas) y pantalón negro. Entre 1929 y 1953 era un equipo no federado que disputaba solo torneos locales y partidos amistosos. No tenía un campo como tal pues los equipos humildes jugaban en varios sitios: en el campo de El Parque (en la zona del actual Estadio Hispánico), el campo de San Mamés (al final de la avenida homónima), en el campo de Guzmán (sobre la actual Avenida Roma) y El Ejido (cerca de la plaza de Santa Ana) dependiendo del momento, de las temporadas y de la disponibilidad de los terrenos de juego. Con la desaparición de la Cultural y Deportiva Leonesa, en los años de la Segunda República Española y los difíciles días de la guerra civil española, el Júpiter pasó a ser el primer equipo de la ciudad de León y superó en esta lucha al otro gran equipo de la ciudad en los años 30, el Deportivo Leonés. En este periodo jugó 117 partidos de los cuales ganó noventa y ocho, empató siete y perdió solamente doce. Marcó 493 goles y encajó 182. Posiblemente fue la mejor época en juego y goleadas.

### Primeros contactos con la Cultural
Los años 50 fueron muy importantes para el Júpiter ya que en la temporada 52-53 se federó por primera vez y disputó torneos oficiales en el equivalente a lo que hoy sería Segunda Provincial. El Júpiter era una mina de jugadores de una excelente calidad y de la zona, lo cual daba cierto prestigio al club a nivel provincial. Esta situación no se le escapó al presidente culturalista, Antonio Amilivia, y en 1952 comenzaron los primeros contactos para unir ambos equipos. En 1954 los presidentes de ambos equipos, Antonio Amilivia y Demetrio Villalón (que en los 60 fue presidente de la Cultural), firmaron el primer convenio de filiación. Desde entonces el Júpiter pasó a jugar de blanco, como la Cultural, y llegó a militar en Tercera mientras la Cultu estaba entre la Segunda y la Primera División. En esta división protagonizó grandes derbis ante la Ponferradina y San Pedro (el otro equipo de Ponferrada), Cacereño, Plasencia y At. Zamora, equipos muy potentes por aquel entonces.

### Separación y edad dorada
Con el descenso a Tercera de la Cultural en 1958, el convenio se deshizo y durante los años 60 volvieron a ser clubs jurídicamente distintos, aunque para toda la gente de fútbol la unión seguía. El préstamo de jugadores era constante y los aficionados de ambos clubs eran los mismos, no había rivalidad. El Júpiter seguía siendo “el hermano pequeño” y toda la gente en León lo entendía así. Los años 60 pueden considerarse la “edad de oro” del Júpiter. El club estuvo en Tercera División (una Tercera equivalente a la Segunda B de hoy pero más dura) con una economía fuerte y una buena política de cantera que aprovechaba las joyas que los clubs modestos de la ciudad sacaban de sus filas. Al frente del Júpiter estaba Agustín Álvarez “Cachús”, que estuvo siempre ligado a la Cultural pero sin renunciar a querer lo mejor para su Júpiter. A mediados de la década (en la época de la Operación Chatarra) intentó convertir al Júpiter en el primer equipo de la ciudad en detrimento de la Cultural.

### Unión definitiva con la Cultural
En estos años 60 Cultural y Júpiter estuvieron a la par siendo junto a la Ponferradina los “gallitos” de nuestro grupo de Tercera. En 1970 con Ángel Panero al frente de la Cultural en Segunda División se retomaron los contactos para reconvertir al Júpiter en filial, condición que tuvo hasta 1974 cuando, pase a pertenecer de forma oficial a la estructura del club, pasó a llamarse “Cultural Promesas”.
Durante los años 60 y 70 Cultural y Júpiter estaban unidos hasta en los más pequeños detalles; había modalidades de carnet para ser socios de ambos clubs, descuentos, partidos que se jugaban seguidos, entrenamientos y pretemporadas conjuntas y lo que más gustaba en la afición: era habitual que coincidiera que la Cultural jugara fuera de casa la jornada que el Júpiter lo hacía como local, por lo que se ponían ambos partidos a la misma hora para que, mientras los aficionados veían al Júpiter, escucharan por la radio el partido de la Cultural.
Cabe reseñar que en la temporada 1985/1986 jugaron en tercera división la Cultural y el Cultural de León. El filial hizo una campaña excepcional a las órdenes de Arlindo Cuesta. Ganó a los mayores en la ida 2-0 y empataron en la vuelta con las gradas a rebosar. Se recuerda la alineación de Carlos, Pin, Tobi, Roberto, Paquito, Raúl, Cacharrón, Javi, Losada, Canseco y Pachi.

### Refundación del Júpiter[4]
En la temporada 2009/2010 desapareció al haber descendido de la Tercera División y debido a la mala situación económica del club que casi termina en su disolución.
Temporada 2014/2015
En 2014 fue creado un nuevo equipo vinculado a la Cultural recuperando el nombre primigenio "Júpiter Leonés" que había tenido el anterior y jugó en la Segunda División Provincial Aficionados de León. Quedó primero del grupo y ascendió a Primera División Provincial Aficionados de León. 
Temporada 2015/2016
Con la entrada de Aspire en el club se pretende que el Júpiter vuelva a jugar al menos en tercera división y sea uno de los pilares del club, como equipo puente entre la cantera y la primera plantilla. Realiza una gran campaña, en la que destaca la labor en el equipo del goleador Valentín. El 30 de abril de 2016 consigue matemáticamente el ascenso a la Primera División Regional de Castilla y León a falta de cuatro jornadas y dejó a su perseguidor, la Ponfe "B" a doce puntos teniendo el golaverage a favor.
Temporada 2016/2017
El club quiere continuar esta temporada con la dinámica de ascenso por año e intentar subir a Tercera División, lugar que se marca como mínimo a ocupar por el filial en el proyecto que Aspire tiene para la Cultural. A pesar de los esfuerzos el equipo queda tercero y no consigue el ascenso.
Temporada 2017/2018
El objetivo principal es el mismo, intentar subir a Tercera División. Para ello se crea un conjunto de garantías para evitar que suceda como el año anterior y no se produzca ninguna sorpresa. Se consigue el ascenso en la penúltima jornada tras vencer 1-0 en el Área a la SD Ponferradina B.
Temporada 2018/2019

## Denominaciones
La denominación más duradera del equipo fue la de Júpiter Leonés Club de Fútbol, mantenida desde su creación en 1929 hasta su integración en la Cultural y Deportiva Leonesa. Desde ese momento al pasar a ser el filial del club blanco, se elimina su denominación original y sus diferentes nombres siempre tienen la palabra Cultural. Después de su refundación en el 2014 se pretende recuperar el nombre original, pero al ser equipo filial su nombre debe tener por normativa el nombre el club; por lo tanto, su denominación es la unión de ambos nombres, Cultural y Deportiva Leonesa B Júpiter Leonés.

## Evolución histórica en Liga
° No se tiene registro de las temporadas previas a 1952 ya que hasta entonces el equipo no competía federado.

### Temporada a temporada[9]
| Temporada | División          | Posición |
| --------- | ----------------- | -------- |
| 1952/53   | 1.ª Provincial    | 1.º      |
| 1953/54   | 3.ª División      | 10.º     |
| 1954/55   | 3.ª División      | 4.º      |
| 1955/56   | 3.ª División      | 3.º      |
| 1956/57   | 3.ª División      | 8.º      |
| 1957/58   | 3.ª División      | 9.º      |
| 1958/59   | 3.ª División      | 12.º     |
| 1959/60   | 3.ª División      | 16.º     |
| 1960/61   | 3.ª División      | 9.º      |
| 1961/62   | 3.ª División      | 16.º     |
| 1962/63   | 1.ª Provincial    | 1.º      |
| 1963/64   | 3.ª División      | 9.º      |
| 1964/65   | 3.ª División      | 12.º     |
| 1965/66   | 3.ª División      | 12.º     |
| 1966/67   | 3.ª División      | 9.º      |
| 1967/68   | 3.ª División      | 9.º      |
| 1968/69   | 3.ª División      | 17.º     |
| 1969/70   | 3.ª División      | 18.º     |
| 1970/71   | División Regional | 2.º      |
| 1971/72   | 3.ª División      | 13.º     |
| 1972/73   | División Regional | 2.º      |
| 1973/74   | División Regional | 10.º     |
| 1974/75   | División Regional | 5.º      |
| 1975/76   | División Regional | 15.º     |
| 1976/77   | 1.ª Provincial    | 4.º      |

| Temporada | División          | Posición |
| --------- | ----------------- | -------- |
| 1977/78   | División Regional | 4.º      |
| 1978/79   | División Regional | 5.º      |
| 1979/80   | División Regional | 8.º      |
| 1980/81   | 3.ª División      | 13.º     |
| 1981/82   | 3.ª División      | 10.º     |
| 1982/83   | División Regional | 4.º      |
| 1983/84   | División Regional | 1.º      |
| 1984/85   | División Regional | 1.º      |
| 1985/86   | 3.ª División      | 5.º      |
| 1986/87   | 3.ª División      | 15.º     |
| 1987/88   | 3.ª División      | 10.º     |
| 1988/89   | 3.ª División      | 14.º     |
| 1989/90   | 3.ª División      | 20.º     |
| 1990/91   | División Regional | 1.º      |
| 1991/92   | 3.ª División      | 4.º      |
| 1992/93   | 3.ª División      | 13.º     |
| 1993/94   | 3.ª División      | 16.º     |
| 1994/95   | División Regional | 3.º      |
| 1995/96   | División Regional | 2.º      |
| 1996/97   | División Regional | 2.º      |
| 1997/98   | 3.ª División      | 8.º      |
| 1998/99   | 3.ª División      | 11.º     |
| 1999/00   | 3.ª División      | 6.º      |
| 2000/01   | 3.ª División      | 15.º     |
| 2001/02   | 3.ª División      | 14.º     |

| Temporada | División          | Posición |
| --------- | ----------------- | -------- |
| 2002/03   | 3.ª División      | 10.º     |
| 2003/04   | 3.ª División      | 8.º      |
| 2004/05   | 3.ª División      | 9.º      |
| 2005/06   | 3.ª División      | 8.º      |
| 2006/07   | 3.ª División      | 15.º     |
| 2007/08   | 3.ª División      | 13.º     |
| 2008/09   | 3.ª División      | 17.º     |
| 2009/10   | 3.ª División      | 20.º     |
| 2010/11   | No compitió       | -        |
| 2011/12   | No compitió       | -        |
| 2012/13   | No compitió       | -        |
| 2013/14   | No compitió       | -        |
| 2014/15   | 2.ª Provincial    | 1.º      |
| 2015/16   | 1.ª Provincial    | 1.º      |
| 2016/17   | División Regional | 3.º      |
| 2017/18   | División Regional | 1°       |
| 2018/19   | 3.ª División      | 8.º      |
| 2019/20   | 3.ª División      | 12°      |
| 2020/21   | 3.ª División      | 3°       |
| 2021/22   | 3.ª RFEF          | 6.º      |
| 2022/23   | 3.ª RFEF          | 13°      |
| 2023/24   | 3.ª RFEF          | 4        |
| 2024/25   | 3.ª RFEF          | -        |
| 2025/26   | -                 | -        |
| 2026/27   | -                 | -        |

## Estadísticas
- Temporadas en 2ª División: 0
- Temporadas en 2ª División B: 0
- Temporadas en 3ª RFEF: 2
- Temporadas en 3ª División: 43
- Temporadas en 1ª Regional: 17
- Temporadas en 1ª Provincial: 4
- Temporadas en 2ª Provincial: 1
- Mejor puesto en liga: 3.º (temporada 1955-1956) en 3.ª División.
- Peor puesto en liga: 1.º (temporada 2014/15) en 2.ª Provincial.

## Palmarés

### Competiciones Nacionales
| Competición          | Títulos | Subcampeonatos | Tercer puesto |
| -------------------- | ------- | -------------- | ------------- |
| Tercera División (0) |         |                | 1955-56       |

### Competiciones Regionales
| Competición                     | Títulos                               | Subcampeonatos    | Tercer puesto     |
| ------------------------------- | ------------------------------------- | ----------------- | ----------------- |
| Regional Preferente (4)         | 1983-84 - 1984-85 - 1990-91 - 2017-18 | 1995-96 - 1996-97 | 1994-95 - 2016-17 |
| Primera División Provincial (3) | 1952-53 - 1962-63 - 2015-16           |                   |                   |
| Segunda División Provincial (1) | 2014-15                               |                   |                   |

## Uniforme
En su origen vestía con camiseta roja o granate (dependiendo de las temporadas) y pantalón negro. Después de su unión con la Cultural y Deportiva Leonesa pasa a tener los mismos colores que el primer equipo.
- Uniforme titular: Camiseta blanca, pantalón blanco y medias negras.
- Uniforme alternativo: Camiseta roja, pantalón roja y medias rojas.
- Patrocinador: Aspire Academy.
- Firma Deportiva: Kappa.

## Simbología

### Himno
La letra y la música del himno oficial de la Cultural Leonesa fueron compuestas por Ángel Arredondo Giraldo. El grupo de música folclórica leonesa La Braña lo interpreta. El 29 de abril de 2007 se presentó a todos los aficionados el nuevo himno compuesto por Manuel Quijano (padre de los componentes de Café Quijano) que fue rechazado por la afición y se recuperó en los partidos el himno de Ángel Arredondo Giraldo. Este es el himno cantado: http://www.youtube.com/watch?v=BAvcR75oC4Q
En 2023 se lanza un himno especial por su centenario.

### Escudo
El escudo original del club consta de un león rampante coronado y lenguado apoyado sobre un balón, con el nombre del club "Júpiter Leonés" en la parte superior Se utilizó desde 1929 hasta 1980, fecha de la unión definitiva con la Cultural. Entonces se empieza a utilizar el escudo del club, que se basa en un león rampante coronado y lenguado (símbolo de la ciudad de León) de color rojo, rodeado por una circunferencia también roja en la que se inserta en nombre del club: "Cultural y Deportiva Leonesa" con letras blancas, rematado en la parte superior de la circunferencia con una corona roja, con adornos blancos y naranjas, símbolo que porta como club representativo de la capital del Viejo Reino de León. El diseño del mismo es de Máximo Sanz.
El actual diseño data de 2018. 

## Estadio
La Cultural y Deportiva Leonesa B Júpiter Leonés disputa sus encuentros como equipo local en el Área Deportiva de Puente Castro, situado en Puente Castro, León, España. Pertenece al Ayuntamiento de León. En esta ciudad deportiva entrena el primer equipo y todos los equipos base de la Cultural y Deportiva Leonesa.
La ciudad deportiva cuenta con:
- Campo principal de fútbol, donde juega el Júpiter, con una capacidad de 4.600 espectadores.
- Tres campos de fútbol de entrenamiento. (Uno artificial y dos de césped natural, uno de los cuales cuenta con unas gradas de algo más de 1.000 espectadores).
- Zonas de entrenamiento específico.
- Un campo de rugby.
- Un edificio principal con vestuarios, gimnasio, dependencias médicas, almacén, lavandería, sala de prensa.
- Un aparcamiento.